# Stenaelurillus hirsutus
Stenaelurillus hirsutus är en spindelart som beskrevs av Roger de Lessert 1927. Stenaelurillus hirsutus ingår i släktet Stenaelurillus och familjen hoppspindlar. Inga underarter finns listade i Catalogue of Life.